# Jordanië op de Olympische Zomerspelen 2020
Jordanië nam deel aan de Olympische Zomerspelen 2020 in Tokio, Japan.

## Medailleoverzicht
| Medaille | Naam                   | Sport     | Onderdeel  | Datum      |
| -------- | ---------------------- | --------- | ---------- | ---------- |
| Zilver   | Saleh El-Sharabaty     | Taekwondo | -80kg (m)  | 26 juli    |
|          |                        |           |            |            |
| Brons    | Abdelrahman Al-Masatfa | Karate    | -67 kg (m) | 5 augustus |

## Atleten
| sport        | mannen | vrouwen | totaal |
| ------------ | ------ | ------- | ------ |
| Atletiek     | 1      | 0       | 1      |
| Boksen       | 5      | 0       | 5      |
| Judo         | 1      | 0       | 1      |
| Karate       | 1      | 0       | 1      |
| Paardensport | 1      | 0       | 1      |
| Schietsport  | 0      | 1       | 1      |
| Taekwondo    | 1      | 1       | 2      |
| Zwemmen      | 1      | 1       | 2      |
| totaal       | 10     | 4       | 14     |

## Sporten

### Atletiek
Vrouwen
Loopnummers
| atlete        | onderdeel | series | series | kwartfinale | halve finale   | halve finale   | finale         | finale         |
| atlete        | onderdeel | tijd   | rang   | tijd        | tijd           | rang           | tijd           | rang           |
| ------------- | --------- | ------ | ------ | ----------- | -------------- | -------------- | -------------- | -------------- |
| Aliya Boshnak | 400 m     | DSQ    | DSQ    | n.v.t.      | niet geplaatst | niet geplaatst | niet geplaatst | niet geplaatst |

### Boksen
Mannen
| atleet           | onderdeel        | eerste ronde         | tweede ronde         | kwartfinale          | halve finale         | finale               | finale         |
| atleet           | onderdeel        | tegenstander uitslag | tegenstander uitslag | tegenstander uitslag | tegenstander uitslag | tegenstander uitslag | rang           |
| ---------------- | ---------------- | -------------------- | -------------------- | -------------------- | -------------------- | -------------------- | -------------- |
| Mohammad Al-Wadi | vedergewicht     | Ávila V 0 - 5        | niet geplaatst       | niet geplaatst       | niet geplaatst       | niet geplaatst       | niet geplaatst |
| Obada Al-Kasbeh  | lichtgewicht     | Asanau V 0 - 5       | niet geplaatst       | niet geplaatst       | niet geplaatst       | niet geplaatst       | niet geplaatst |
| Zeyad Ishaish    | weltergewicht    | bye                  | Clair V 2 - 3        | niet geplaatst       | niet geplaatst       | niet geplaatst       | niet geplaatst |
| Odai Al-Hindawi  | halfzwaargewicht | Plantić V 2 - 3      | niet geplaatst       | niet geplaatst       | niet geplaatst       | niet geplaatst       | niet geplaatst |
| Hussein Ishaish  | zwaargewicht     | bye                  | Castillo W 4 - 0     | Teixeira V 1 - 4     | niet geplaatst       | niet geplaatst       | niet geplaatst |

### Judo
Mannen
| atleet            | onderdeel | eerste ronde         | tweede ronde         | derde ronde          | kwartfinale          | halve finale         | herkansing           | finale / BM          | finale / BM    |
| atleet            | onderdeel | tegenstander uitslag | tegenstander uitslag | tegenstander uitslag | tegenstander uitslag | tegenstander uitslag | tegenstander uitslag | tegenstander uitslag | rang           |
| ----------------- | --------- | -------------------- | -------------------- | -------------------- | -------------------- | -------------------- | -------------------- | -------------------- | -------------- |
| Younis Eyal Slman | −73 kg    | n.v.t.               | Çiloğlu V 00 - 10    | niet geplaatst       | niet geplaatst       | niet geplaatst       | niet geplaatst       | niet geplaatst       | niet geplaatst |

### Karate

#### Kumite
Mannen
| Atleet                 | Onderdeel | Groupsfase             | Groupsfase             | Groupsfase             | Groupsfase             | Groupsfase | Halve Finale           | Finale                 | Finale |
| Atleet                 | Onderdeel | Tegenstander Resultaat | Tegenstander Resultaat | Tegenstander Resultaat | Tegenstander Resultaat | Rang       | Tegenstander Resultaat | Tegenstander Resultaat | Rang   |
| ---------------------- | --------- | ---------------------- | ---------------------- | ---------------------- | ---------------------- | ---------- | ---------------------- | ---------------------- | ------ |
| Abdelrahman Al-Masatfa | −67 kg    | Kalniņš W 8 - 3        | Da Costa W 7 - 4       | Derafshipour W 3 - 0   | Andrés Madera W 4 - 1  | 1 Q        | Şamdan V 0 - 2         | niet geplaatst         | Goud   |

### Paardensport

#### Springen
| ruiter           | paard    | onderdeel   | kwalificatie | kwalificatie | finale         | finale         | totaal         | totaal         |
| ruiter           | paard    | onderdeel   | strafpunten  | rang         | strafpunten    | rang           | strafpunten    | rang           |
| ---------------- | -------- | ----------- | ------------ | ------------ | -------------- | -------------- | -------------- | -------------- |
| Ibrahim Bisharat | Blushing | individueel | RT           | RT           | niet geplaatst | niet geplaatst | niet geplaatst | niet geplaatst |

### Schietsport
Mannen
| atleet         | onderdeel         | kwalificatie | kwalificatie | finale         | finale         |
| atleet         | onderdeel         | punten       | rang         | punten         | rang           |
| -------------- | ----------------- | ------------ | ------------ | -------------- | -------------- |
| Asma Abu Rabee | 10 m luchtpistool | 559          | 44           | niet geplaatst | niet geplaatst |

### Taekwondo
Mannen
| atleet             | onderdeel | eerste ronde         | kwartfinale          | halve finale         | herkansing           | finale / BM          | finale / BM |
| atleet             | onderdeel | tegenstander uitslag | tegenstander uitslag | tegenstander uitslag | tegenstander uitslag | tegenstander uitslag | rang        |
| ------------------ | --------- | -------------------- | -------------------- | -------------------- | -------------------- | -------------------- | ----------- |
| Saleh El-Sharabaty | -80 kg    | Ordemann W 5 - 4     | Mahboudi W 17 - 15   | Rafalovich W 13 - 11 | bye                  | Khramtsov V 9 - 20   | Zilver      |

Vrouwen
| atleet           | onderdeel | eerste ronde         | kwartfinale          | halve finale         | herkansing           | finale / BM          | finale / BM    |
| atleet           | onderdeel | tegenstander uitslag | tegenstander uitslag | tegenstander uitslag | tegenstander uitslag | tegenstander uitslag | rang           |
| ---------------- | --------- | -------------------- | -------------------- | -------------------- | -------------------- | -------------------- | -------------- |
| Julyana Al-Sadeq | -67 kg    | Titoneli V 9 - 9     | niet geplaatst       | niet geplaatst       | niet geplaatst       | niet geplaatst       | niet geplaatst |

### Zwemmen
Mannen
| atleet      | onderdeel        | series  | series | halve finale   | halve finale   | finale         | finale         |
| atleet      | onderdeel        | tijd    | rang   | tijd           | rang           | tijd           | rang           |
| ----------- | ---------------- | ------- | ------ | -------------- | -------------- | -------------- | -------------- |
| Amro Al-Wir | 100 m schoolslag | 1.02,17 | 41     | niet geplaatst | niet geplaatst | niet geplaatst | niet geplaatst |
| Amro Al-Wir | 200 m schoolslag | 2.12,61 | 26     | niet geplaatst | niet geplaatst | niet geplaatst | niet geplaatst |

Vrouwen
| atleet        | onderdeel       | series | series | halve finale   | halve finale   | finale         | finale         |
| atleet        | onderdeel       | tijd   | rang   | tijd           | rang           | tijd           | rang           |
| ------------- | --------------- | ------ | ------ | -------------- | -------------- | -------------- | -------------- |
| Talita Baqlah | 50 m vrije slag | 26,49  | 45     | niet geplaatst | niet geplaatst | niet geplaatst | niet geplaatst |